# Gmina Dol pri Ljubljani
Gmina Dol pri Ljubljani (słoweń.: Občina Dol pri Ljubljani) – gmina w Słowenii. W 2002 roku liczyła 4300 mieszkańców.

## Miejscowości
Miejscowości wchodzące w skład gminy Dol pri Ljubljani:

- Beričevo
- Brinje
- Dol pri Ljubljani – siedziba gminy
- Dolsko
- Kamnica
- Kleče pri Dolu
- Klopce
- Križevska vas
- Laze pri Dolskem
- Osredke
- Petelinje
- Podgora pri Dolskem
- Senožeti
- Videm
- Vinje
- Vrh pri Dolskem
- Zaboršt pri Dolu
- Zagorica pri Dolskem
- Zajelše